# Добеславець
Добеславець (пол. Dobiesławiec) — село в Польщі, у гміні Бендзіно Кошалінського повіту Західнопоморського воєводства.
Населення — 228 осіб (2011).

## Демографія
Демографічна структура станом на 31 березня 2011 року:
|          | Загалом | Допрацездатний вік | Працездатний вік | Постпрацездатний вік |
| -------- | ------- | ------------------ | ---------------- | -------------------- |
| Чоловіки | 116     | 25                 | 85               | 6                    |
| Жінки    | 112     | 33                 | 62               | 17                   |
| Разом    | 228     | 58                 | 147              | 23                   |